# HpH 304S
Die HpH 304S Shark ist ein einsitziges Hochleistungssegelflugzeug des tschechischen Herstellers HpH Sailplanes Ltd. aus Kutná Hora, welches in der Standard- und 18-Meter-Klasse fliegt. Der Segelflug-Index beträgt 118.

## Geschichte
Kurz nachdem Glasflügel Segelflugzeugbau aufgrund dessen Konkurs die Produktion der neuen 304 einstellen musste, führte HpH Sailplanes Ltd. die Produktion unter dem Namen HpH 304CZ wieder voran. Das Flugzeug war baugleich zur Glasflügel 304, allerdings wurden später noch Winglets und Flächenenden angeboten, welche die Spannweite auf 17,43 Meter erweiterten.
2006 fand der Erstflug des HpH 304S Shark statt. Das Flugzeug war eine komplette Neukonstruktion und hatte wenig mit der ursprünglichen 304 gemeinsam.

## Konstruktion
Die HpH 304S Shark ist ein aus Faser-Kunststoff-Verbund hergestelltes Hochleistungssegelflugzeug mit 15 oder 18 Metern Spannweite. Es hat Flaperons und auf der Flächenoberseite ausfahrende, dreistöckige Schempp-Hirth Bremsklappen. Die Randbögen des Höhenleitwerks sind nach unten gewölbt, was den induzierten Widerstand verringern soll. Alle Ruder- sowie Wasserballastanschlüsse werden automatisch beim Zusammenstecken der Tragflächen angeschlossen.
Neben der Segelflugzeugversion 304S wird das Flugzeug als 304JS mit einem TBS-400N-Strahltriebwerk oder als 304ES mit dem FES-Elektroantrieb als Heimkehrhilfe angeboten sowie als eigenstartfähiges Segelflugzeug 304MS mit einem Verbrennungsmotor SOLO 2625-01.

## Technische Daten
| Kenngröße                   | HpH 304S Shark                              |
| --------------------------- | ------------------------------------------- |
| Besatzung                   | 1                                           |
| Länge                       | 6,79 m                                      |
| Spannweite                  | 18 m (15 m)                                 |
| Höhe                        | 1,48 m                                      |
| Flügelfläche                | 11,8 m² (9,9 m²)                            |
| Streckung                   | 27,43 (22,57)                               |
| Rumpfhöhe                   | 0,83 m                                      |
| Rumpfbreite                 | 0,62 m                                      |
| Profil                      | HpH xn2                                     |
| Gleitzahl                   | 51 bei 125 km/h (45 bei 130 km/h)           |
| Geringstes Sinken           | 0,44 m/s bei 66 km/h (0,52 m/s bei 62 km/h) |
| Leermasse                   | 280 kg (260 kg)                             |
| max. Startmasse             | 600 kg (550 kg)                             |
| Wasserballast               | 250 l (220 l)                               |
| min. Flächenbelastung       | 29,6 kg/m² (33,3 kg/m²)                     |
| max. Flächenbelastung       | 50,8 kg/m² (55,5 kg/m²)                     |
| Höchstgeschwindigkeit (vNE) | 280 km/h                                    |